# Liondasovi
Liondasovi nebo Leondasovi (Λέοντας, Λιοντας, Λιόντας) byla řecká rodina fotografů z Makedonie aktivní na konci XIX. a počátku XX. století.

## Životopis
Liondasovi pocházeli z peloponéského cakonského města Leonidio . Na konci 18. století opustilo Peloponés osm bratrů Liondasových a emigrovali na sever. Georgios Liondas žil a zemřel v Soluni v 19. století. Měl šest dětí - Michaela, Christose, Theodorose, Georgiose, Kiriakose a Nikolaose. Všichni kromě Kiriakose se věnovali fotografii. Kiriakos byl správcem usedlosti Hadzilazaros v Janěševu. Michael Liondas byl jedním z hlavních fotografů v Soluni a Georgios Liondas v Bitole.  Dimitrios Liondas působil jako fotograf v Sjaru.

## Galerie

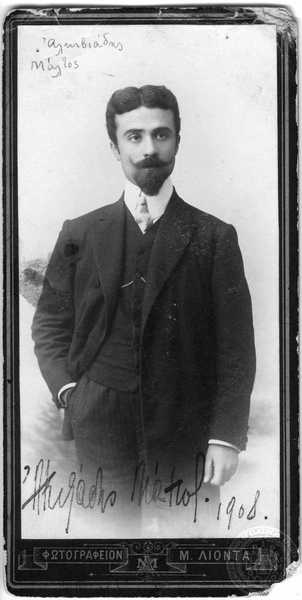
Alkiviadis Maltos, foto Michael Lyondas
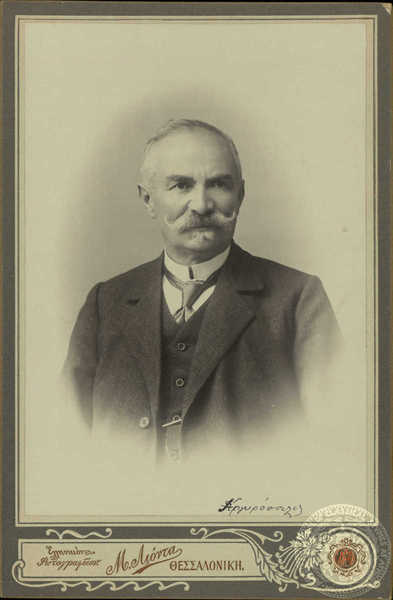
Ioannis Argyropoulos, foto Michael Liondas
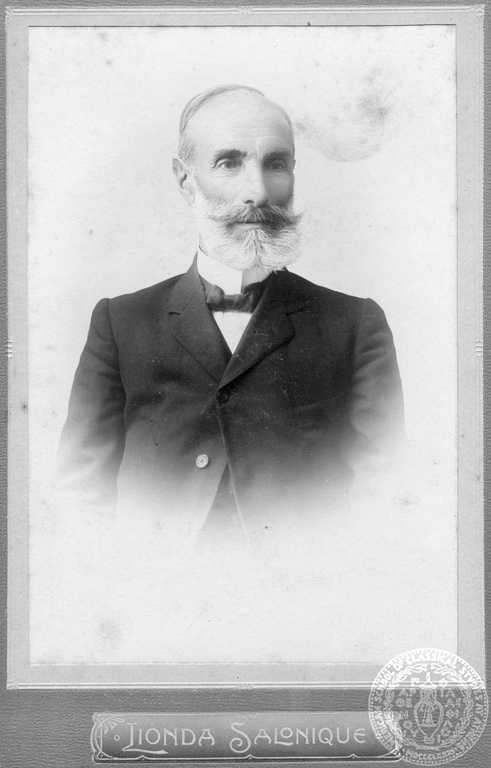
Konstantinos Vatikiotis, foto Michael Lyondas
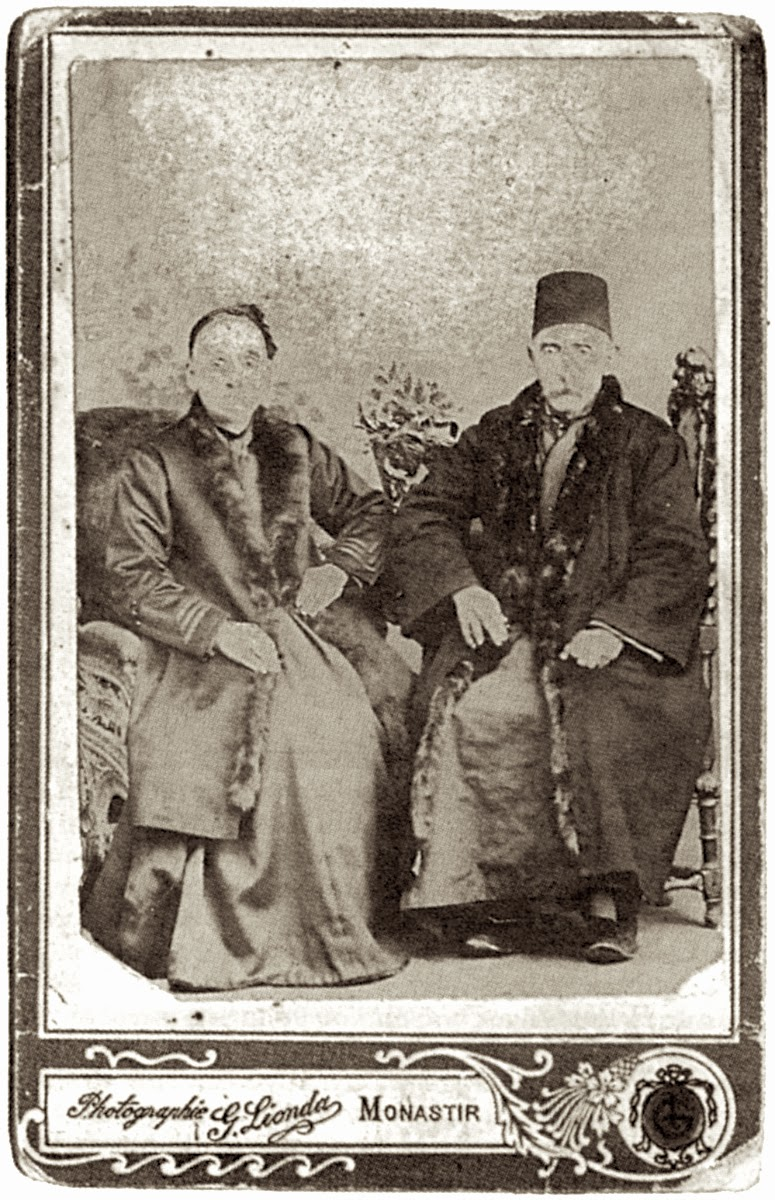
Starší pár z Bitola, foto Georgios Liondas
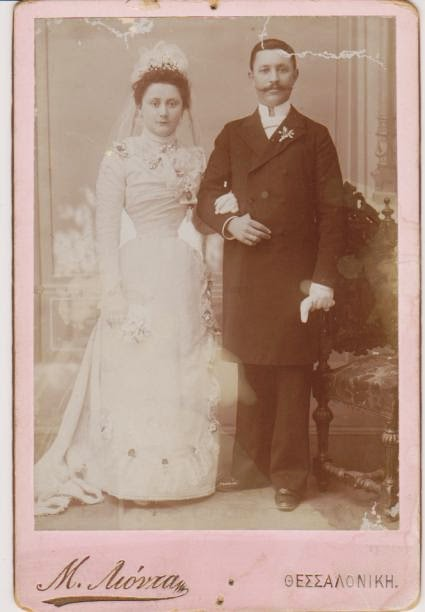
Novomanželé Vasiliki Voga a Pandelis Kondulis, Soluň, 1898, foto Michael Liondas
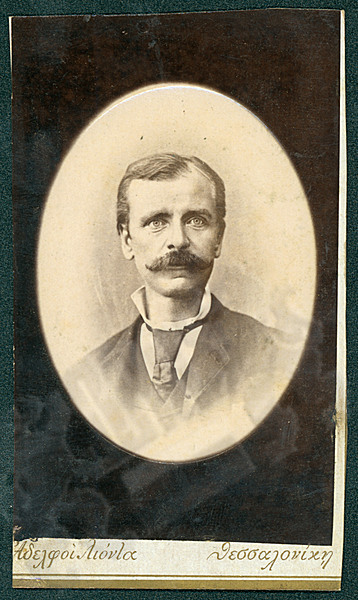
Kuzman Šapkarev, foto Liondas Brothers, Soluň
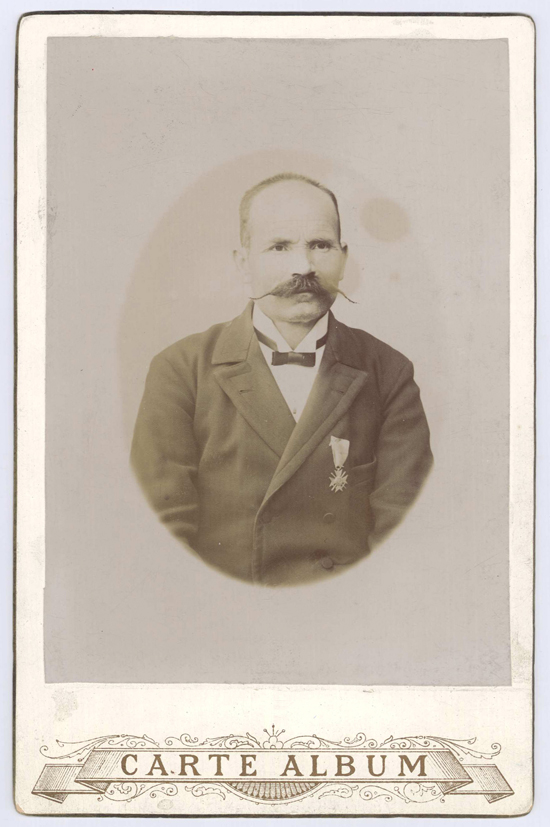
Atanas Sveščarov, foto Dimitrios Liondas, Syar
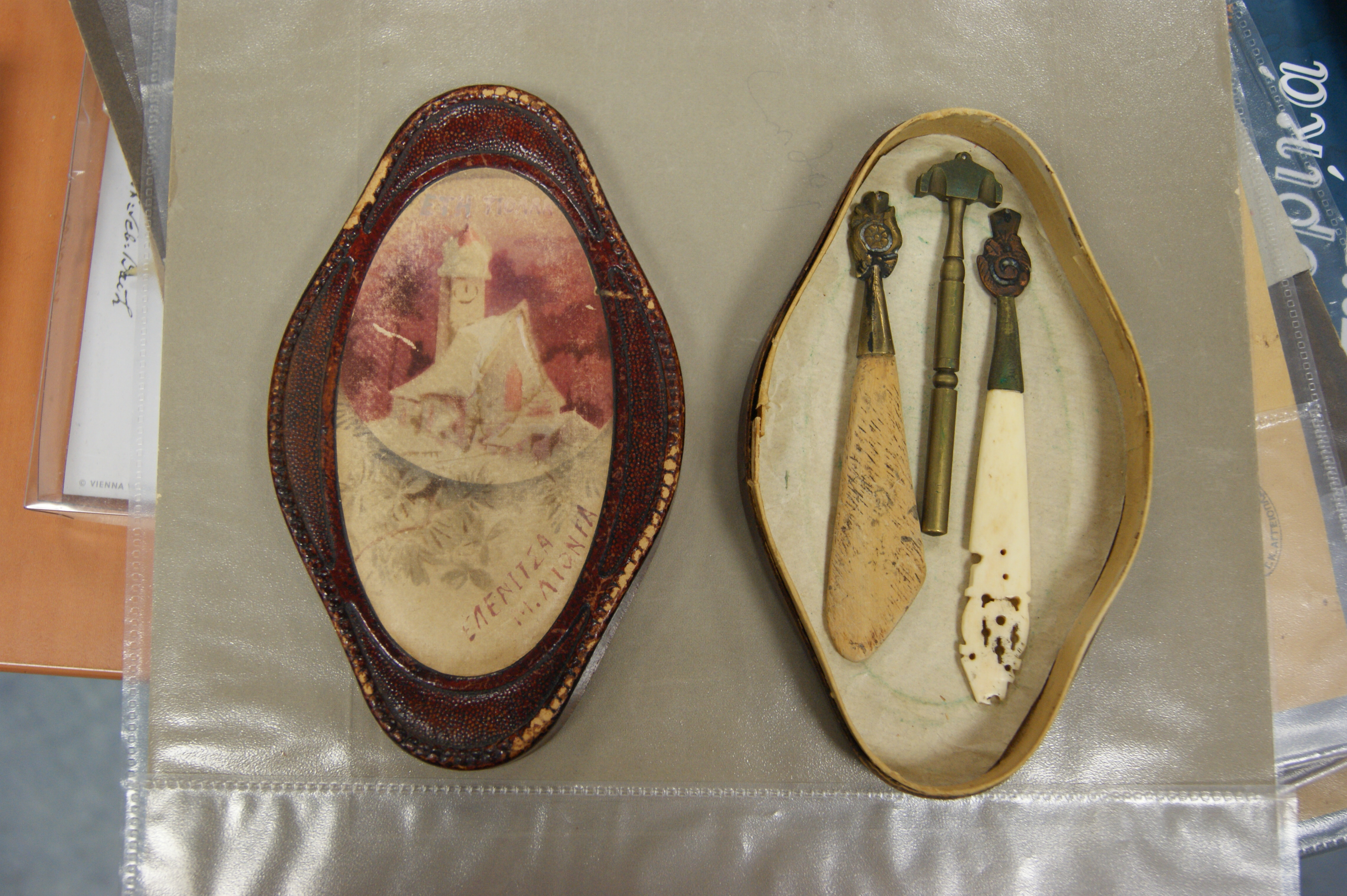
Fotografické nástroje Michaela Liondase, Soluň